# Isoetes boryana
Isoetes boryana är en kärlväxtart som beskrevs av Michel Charles Durieu de Maisonneuve. Isoetes boryana ingår i släktet braxengräs, och familjen Isoetaceae. Inga underarter finns listade i Catalogue of Life.